# Passagem (Lajes do Pico)
Passagem (Lajes do Pico) é uma elevação portuguesa localizada no concelho da Madalena, ilha do Pico, arquipélago dos Açores.
Este acidente geológico tem o seu ponto mais elevado a 793 metros de altitude acima do nível do mar. Nas imediações desta formação montanhosa encontra-se a Lagoa Seca, a Lagoa do Caiado e as formações montanhosas da Pontinha, Cabeço da Cheira, Cabeço da Rocha, Cabeço da Cruz e Grotões.